# 凱神星
凱神星（小行星序號：12 Victoria）是一顆以週期3.56年、離心率0.221圍繞太陽運行的巨大主帶小行星。它是一顆石質（S型）小行星，直徑約112–124公里，反照率為0.18，自轉週期為8.66小時。凱神星自從被發現以來，已經觀測到三次掩蔽恆星的現象。雷達和散斑干涉的觀測表明，凱神星形狀細長，疑似是一顆雙小行星，有形狀不規則的伴星或衛星。
這顆小行星是由英國天文學家約翰·羅素·欣德於1850年9月13日發現的。它的正式名稱是以羅馬神話勝利女神的名字命名，但這個名字也是為了紀念英國的維多利亞女王。勝利女神(希臘神話的尼姬)是斯堤克斯和泰坦帕拉斯的女兒。由於英文的名稱與當時在位的英國女王同名，因而在當時引起很大的爭議。於是著名的天文期刊編輯，班傑明·阿普索普·古爾德採用了發現者提出的另一個名字"克里歐" ("Clio"，現在是84號小行星的名字)。然而，當時美國天文學界最具權威的哈佛大學天文台的台長威廉·邦德認為，勝利女神的名字完全與神話吻合，因此這個名稱是可以接受的。最終，他的觀點獲得了認同。

## 外部連結
- . Minor Planet Center. （原始内容存档于2016-03-04）. (displays Elong from Sun and V mag for 2011)
- 凱神星 at AstDyS-2, Asteroids—Dynamic Site
  - Ephemeris · Observation prediction · Orbital info · Proper elements · Observational info
- NASA JPL小天體瀏覽器上的凱神星

| 前一小行星： (11)海妖星 | 小行星列表 | 後一小行星： (13)芙女星 |